# Hydraecia obsoleta
Hydraecia obsoleta là một loài bướm đêm trong họ Noctuidae.